# Christoph Helwig senior

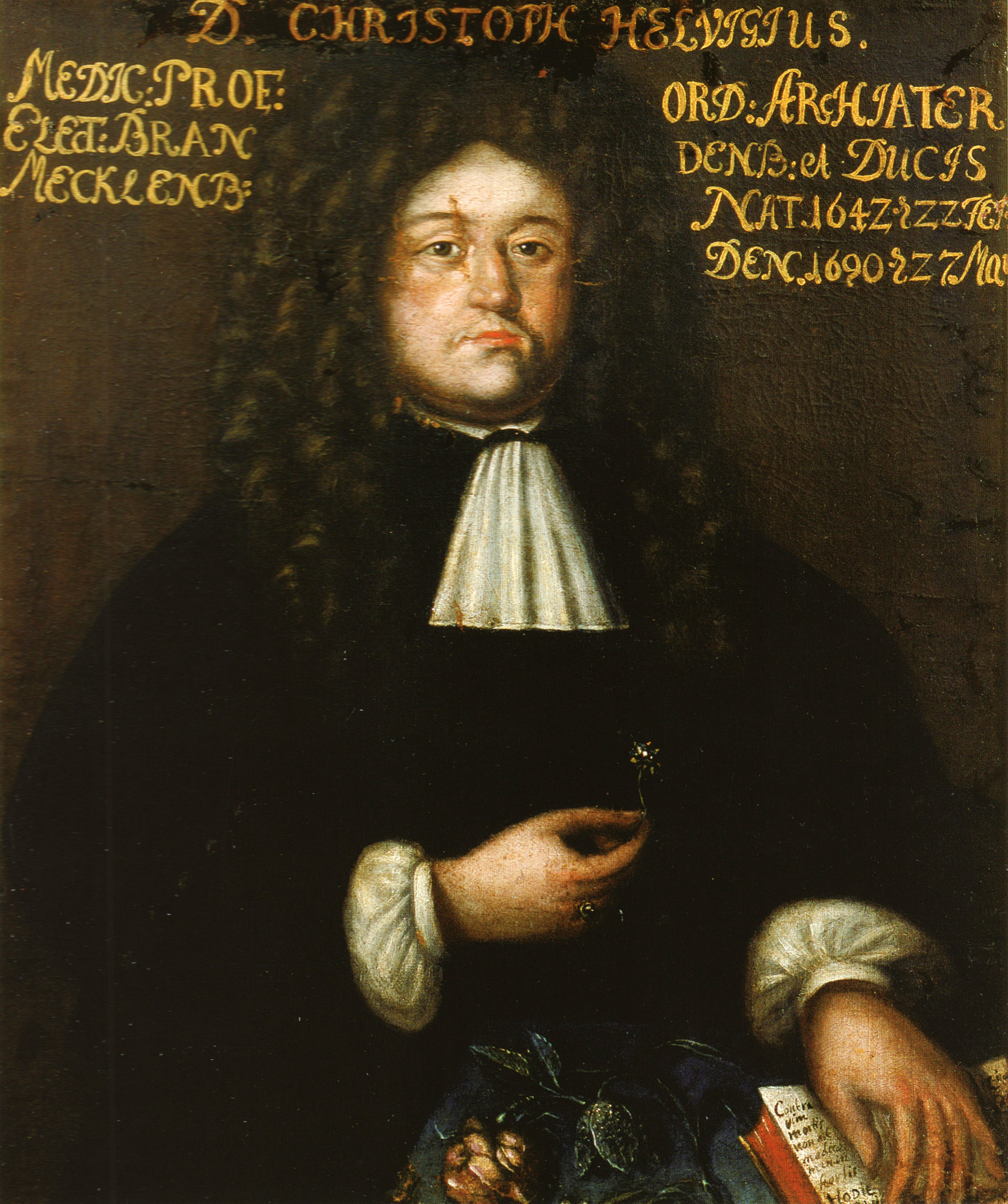
Christoph Hellwig

Christoph Helwig (Senior) (* 20. September 1642 in Anklam; † 27. Mai 1690 in Greifswald) war ein deutscher Professor der Medizin.

## Leben
Er war der Sohn des Anklamer Mediziners Anton Helwig und von Hedwig Illies. 1656 ging er an die Universität Greifswald, wohnte dort bei Professor Michaelis und hörte bei Friedrich Monau und Marcus Bernhardinus. Um medizinische Texte im Original lesen zu können, studierte er die arabischen Sprachen. Medizinische Vorlesungen hörte er bei Johann Heun.
1659 ging Helwig nach Leipzig und hörte u. a. bei Johannes Michaelis. 1662 kam er wegen einer Erkrankung des Vaters nach Hause zurück. Kurz darauf starb seine Mutter.
Helwig setzte seine Studien in Leyden fort. 1663 reiste er nach London und brachte eine wertvolle Sammlung Schriften mit zurück. Über Paris ging er nach Italien. Ende 1665 ging er nach Basel, wo er im April des Folgejahres zum Doktor promovierte. Im selben Jahr kehrte er nach Anklam zurück.
1667 erhielt Helwig in Greifswald eine Professur für Medizin. Im gleichen Jahr heiratete er die Tochter des Professors Johann Heun, Anna Regina Heune. Helwig hatte drei Töchter und fünf Söhne mit ihr, u. a. Joachim Andreas Helwig (1677–1736) und Christoph Helwig (1679–1714). Seine Tochter Gertrud Hedwig (1668–1691) heiratete 1688 den späteren Superintendenten Heinrich Brandanus Gebhardi.
In den Jahren 1669, 1673, 1678 und 1686 wurde er zum Rektor der Universität gewählt. Im Jahr 1684 wurde er zum Mitglied der Leopoldina gewählt.
Als praktizierender Arzt behandelte Helwig u. a. Kurfürst Friedrich Wilhelm von Brandenburg und Herzog Gustav Adolf von Mecklenburg.